# Шульц, Джордж
Джордж Прэтт Шульц (англ. George Pratt Shultz, 13 декабря 1920, Нью-Йорк — 6 февраля 2021, Стэнфорд, Калифорния) — американский государственный и политический деятель.

## Биография
Родился в Нью-Йорке. В 1938 году окончил школу Loomis Chaffee School в Коннектикуте, затем учился в Принстонском университете, где получил степень бакалавра экономики в 1942 году. После этого поступил в Корпус морской пехоты США, где служил до 1945 году и дослужился до капитана. В 1949 году получил степень PhD по промышленной экономике в Массачусетском технологическом институте.
Во время службы на Гавайях встретил свою будущую жену Елену Марию О’Брайен (Helena Maria "Obie" O’Brien, 1915—1995). У них было пять детей. В 1997 году женился на Шарлотте Мэйлиард Свиг (Charlotte Mailliard Swig) в Сан-Франциско. Имел одиннадцать внуков и девять правнуков.
Преподавал на экономическом факультете и в школе менеджмента Массачусетского технологического института с 1948 по 1957 год, с перерывом в 1955 году, когда он работал в Совете экономических консультантов президента Эйзенхауэра. В 1957 году Шульц перешёл в школу бизнеса Чикагского университета, деканом которого стал в 1962 году.
Работал министром труда в администрации Ричарда Никсона с 1969 по 1970 год, после чего стал директором Административно-бюджетного управления Президента США. С мая 1972 по май 1974 года был министром финансов. В этот период был прекращен Золотой стандарт доллара и свернута Бреттон-вудская система.
В 1974 году оставил государственную службу, чтобы стать председателем и директором корпорации Bechtel.

### Государственный секретарь США
16 июля 1982 года был назначен президентом Рональдом Рейганом Государственным секретарем США. Некоторыми считался «голубем» во внешней политике. С другой стороны Шульц был активным сторонником вторжения США в Никарагуа. Он также был против переговоров с правительством Даниэля Ортеги. Во время Первой интифады (см. Арабо-израильский конфликт), Шульц предложил международное соглашение об автономии для Западного берега реки Иордан и сектора Газа. Сопровождал президента Рейгана в поездке в Рейкьявик для встречи с М. С. Горбачёвым (1986). Присутствовал вместе с вице-президентом США Дж. Бушем-старшим на похоронах Л. И. Брежнева 15 ноября 1982 года в Москве. Самый долгоживущий госсекретарь США до 2023 года.

### Последующая жизнь
Шульц покинул правительство 20 января 1989 года, но продолжал оставаться одним из стратегов Республиканской партии. Шульц удивил многих, первым из крупных республиканцев призвав к легализации лёгких наркотиков. Он подписался под обращением, опубликованном в New York Times 8 июня 1998 года и гласившим: «Мы считаем, что глобальная война с наркотиками сейчас приносит больше вреда, чем сами наркотики».
В августе 2003 года Шульц был назначен сопредседателем (вместе с Уорреном Баффетом) Совета по экономическому восстановлению Калифорнии, группы советников кандидата в губернаторы Калифорнии Арнольда Шварценеггера.
25 сентября 2007 года вместе с несколькими другими госсекретарями США в отставке подписал письмо, призывающее Конгресс США не принимать резолюцию 106 о геноциде армян.
В 2010 году Шульц встретился в Калифорнии с президентом Д. А. Медведевым, подарив ему экземпляр советского плаката 1921 года с надписью «От мрака к свету, от битвы к книге, от горя к радости».
26 августа 2014 года опубликовал статью, в которой рекомендовал поддержать Украину поставками вооружений и подготовкой войск и усилить санкции против России.
Был сотрудником Гуверовского института. Почётный профессор Высшей школы бизнеса Стэнфорда. Член Американского философского общества (1992). Был награжден Сеульской премией мира (1992).
Автор воспоминаний Turmoil and Triumph: My Years as Secretary of State (1993).
Умер в феврале 2021 года.